# Scelio concinnus
Scelio concinnus är en stekelart som beskrevs av Alan Parkhurst Dodd 1927. Scelio concinnus ingår i släktet Scelio och familjen Scelionidae. Inga underarter finns listade i Catalogue of Life.